# Circuit Franco-Belge 2007
Der 27. Circuit Franco-Belge fand vom 4. bis 7. Oktober 2007 statt. Das Straßenradrennen wurde in vier Etappen über eine Distanz von 738,8 Kilometern ausgetragen.

## Etappen
| Etappe    | Tag        | Start – Ziel                   | km    | Etappensieger  | Führender      |
| --------- | ---------- | ------------------------------ | ----- | -------------- | -------------- |
| 1. Etappe | 4. Oktober | Mouscron (B) – Mouscron (B)    | 177,3 | Aurélien Clerc | Aurélien Clerc |
| 2. Etappe | 5. Oktober | Maubeuge (F) – Templeuve (F)   | 204,8 | Gert Steegmans | Aurélien Clerc |
| 3. Etappe | 6. Oktober | Bray-Dunes (F) – Poperinge (B) | 194,6 | Mark Cavendish | Gert Steegmans |
| 4. Etappe | 7. Oktober | Cuesmes (B) – Tournai (B)      | 162,1 | Gert Steegmans | Gert Steegmans |